# Пяски (гміна Грабув)
Пя́ски (пол. Piaski) — село в Польщі, у гміні Грабув Ленчицького повіту Лодзинського воєводства.
Населення — 125 осіб (2011).
У 1975-1998 роках село належало до Конінського воєводства.

## Демографія
Демографічна структура станом на 31 березня 2011 року:
|          | Загалом | Допрацездатний вік | Працездатний вік | Постпрацездатний вік |
| -------- | ------- | ------------------ | ---------------- | -------------------- |
| Чоловіки | 51      | 15                 | 33               | 3                    |
| Жінки    | 74      | 20                 | 39               | 15                   |
| Разом    | 125     | 35                 | 72               | 18                   |